# Pelikan
Pelikan S.A. est une société d'origine allemande qui fabrique des encres, stylos-plumes et produits de bureau depuis le milieu du XIXe siècle. Au cours de l'année 2004, le chiffre d'affaires de la Pelikan Holding AG Suisse, la société mère du groupe, a atteint 195 millions de francs suisses pour un flux de trésorerie de 8,7 millions de francs suisses et un bénéfice de 6,6 millions de francs suisses.
En juin 2023, le papetier français Hamelin rachète le groupe Pelikan.

## Histoire

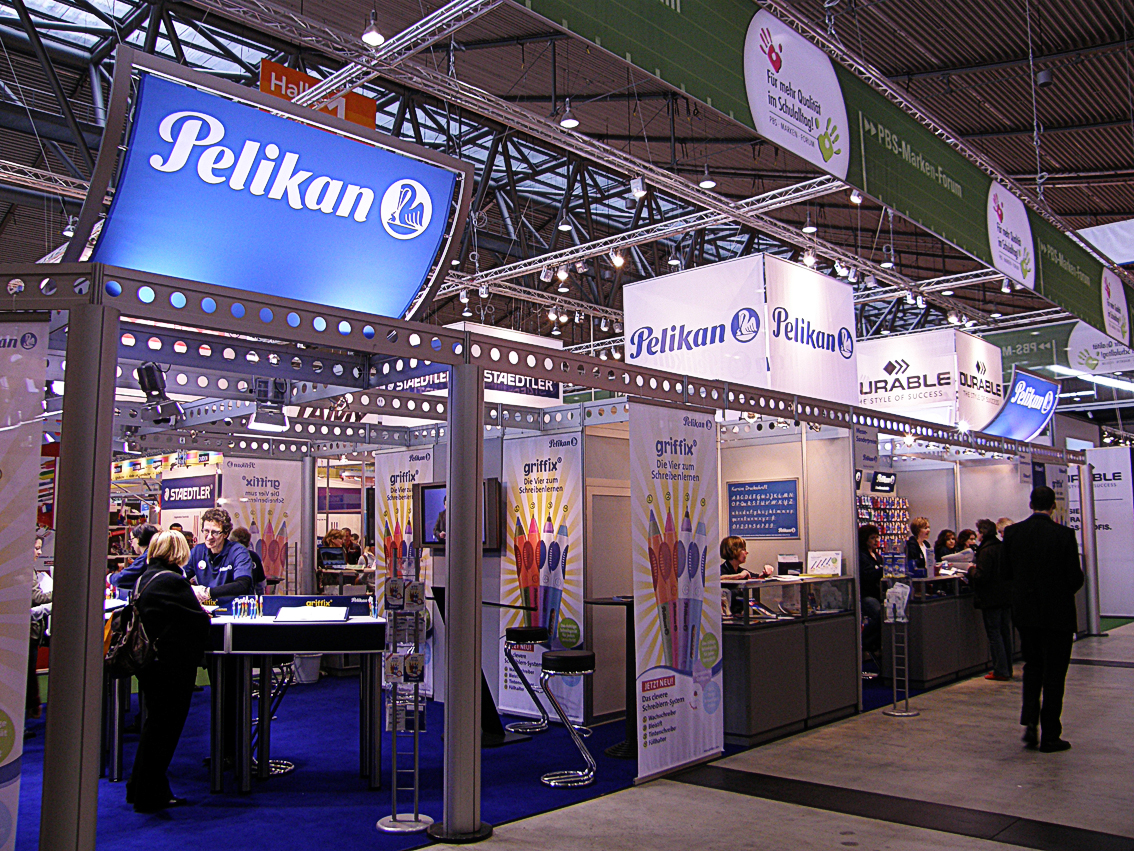
Stand Pelikan à la Foire de l'Éducation "Didacta" 2008

### Fondation
L'histoire de la société Pelikan remonte au 28 avril 1838, quand le chimiste Carl Hornemann (1811-1896) fonde une usine de peinture et d'encre à Groß Munzel près de Hanovre. Hornemann était le fils d'un professeur de dessin à la cour du roi Georges V à Hanovre. Hornemann eut l'idée de lancer une affaire de peinture car les artistes de son temps faisaient venir des couleurs de France et l'Angleterre. En 1840 Hornemann déménagea le siège social à Hanovre. Les débuts de la production furent modestes. Dans une maison d'habitation louée dans les quartiers nord de Hanovre, les produits étaient emballés au rez-de-chaussée. Dans les bâtiments secondaires avait été créé un laboratoire de production d'encre.
En 1860 l'entreprise employait près de 20 personnes, dont un chimiste. Les produits se heurtaient à la concurrence étrangère, en raison tout d'abord de sa très faible renommée. Carl Hornemann voyagea beaucoup aux alentours pour prospecter la clientèle et fit en particulier en Autriche où il installa son premier site de production à l'étranger en 1877.

### La marque Pelikan
Après le retrait de Hornemann en 1871, l'ancien chef de fabrication, Günther Wagner (1842 - 1930), reprend les affaires de l'entreprise. À partir de 1878, il prend pour logo de la marque le pélican (les armes de sa famille), misant sur la symbolique de dévouement et de sens de la famille qui y est attachée. À partir des années 1880, l'agent commercial Fritz Beindorff étend les activités de l'entreprise à l'Autriche-Hongrie, à l'Europe du sud et aux Balkans. Les voyages d'affaires de l'agent commercial Fritz Beindorff permettent l'expansion de la marque en Autriche-Hongrie, en l'Europe du sud et aux Balkans. Beinhoff, en épousant la fille de Wagner devient, en 1895, l'unique propriétaire de l'entreprise. L'offre de produits est élargie et comporte, outre les encres, d'autres fournitures de bureau. La Pelikanol, une colle à papier, apparue en 1904, est produite jusque dans les années 1960.

### Les encres

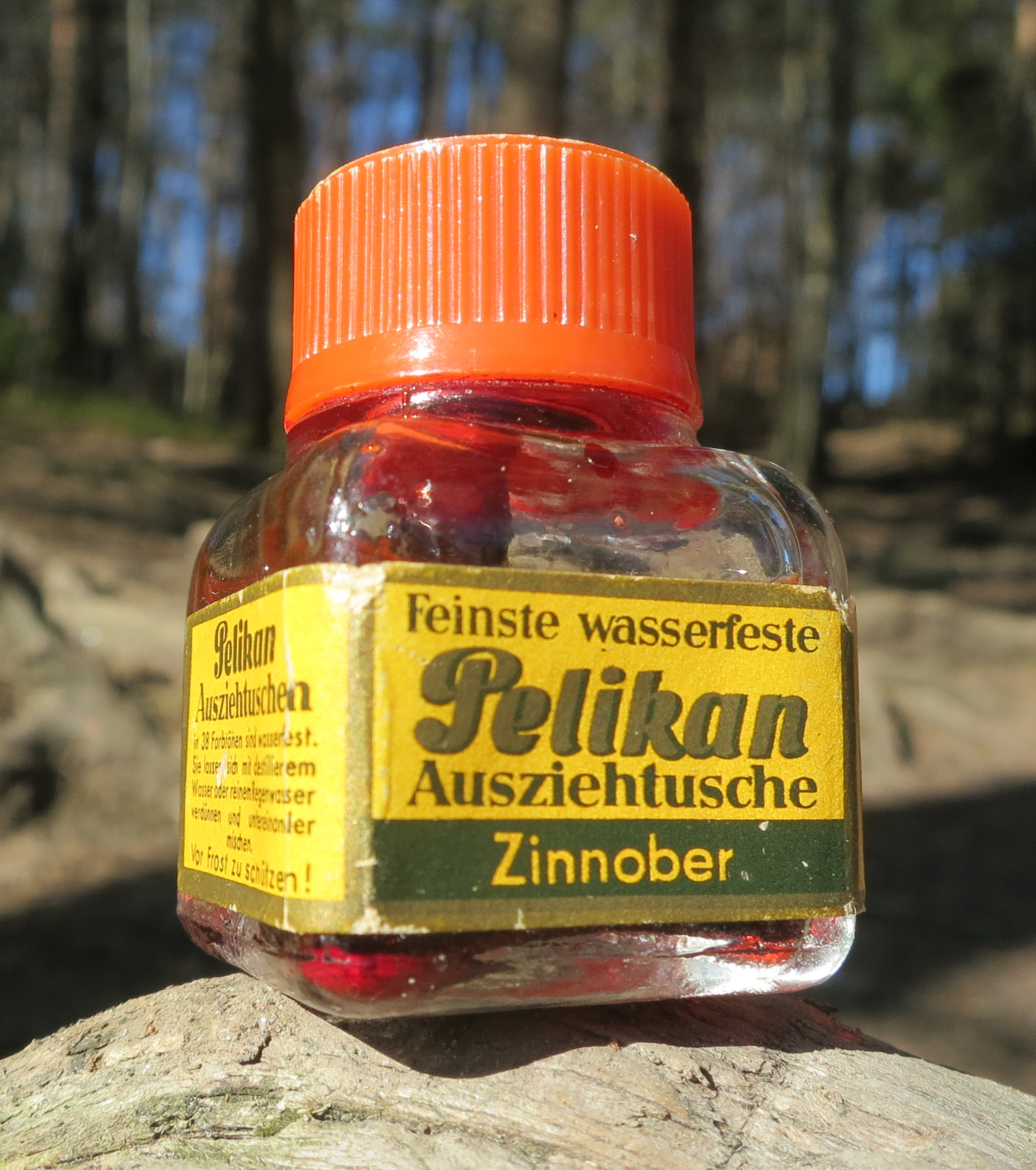
Encre Pelikan des années 1960.

Les encres produites par Pelikan concernaient plusieurs usages et il en existait une grande variété comme l'encre noire scolaire, l'encre parfumée pour femme, l'encre pour copie hectographique... Günther Wagner donna à partir de 1898 un nom simple aux encres produites : la 2001, la 3001 etc. L'encre 4001 est restée la principale référence sur le long terme et est toujours vendue aujourd'hui. Le 12 février 1884, Lewis Edson Waterman (1837-1901) dépose un brevet pour un stylo-plume. Un nouveau marché émerge alors pour des encres spécifiques et Pelikan commença à en produire. En 2010, Pelikan a lancé une nouvelle collection d'encre de prestige pour stylo-plume, Edelstein ink collection, toujours produite à Hanovre.

### Les instruments d'écriture

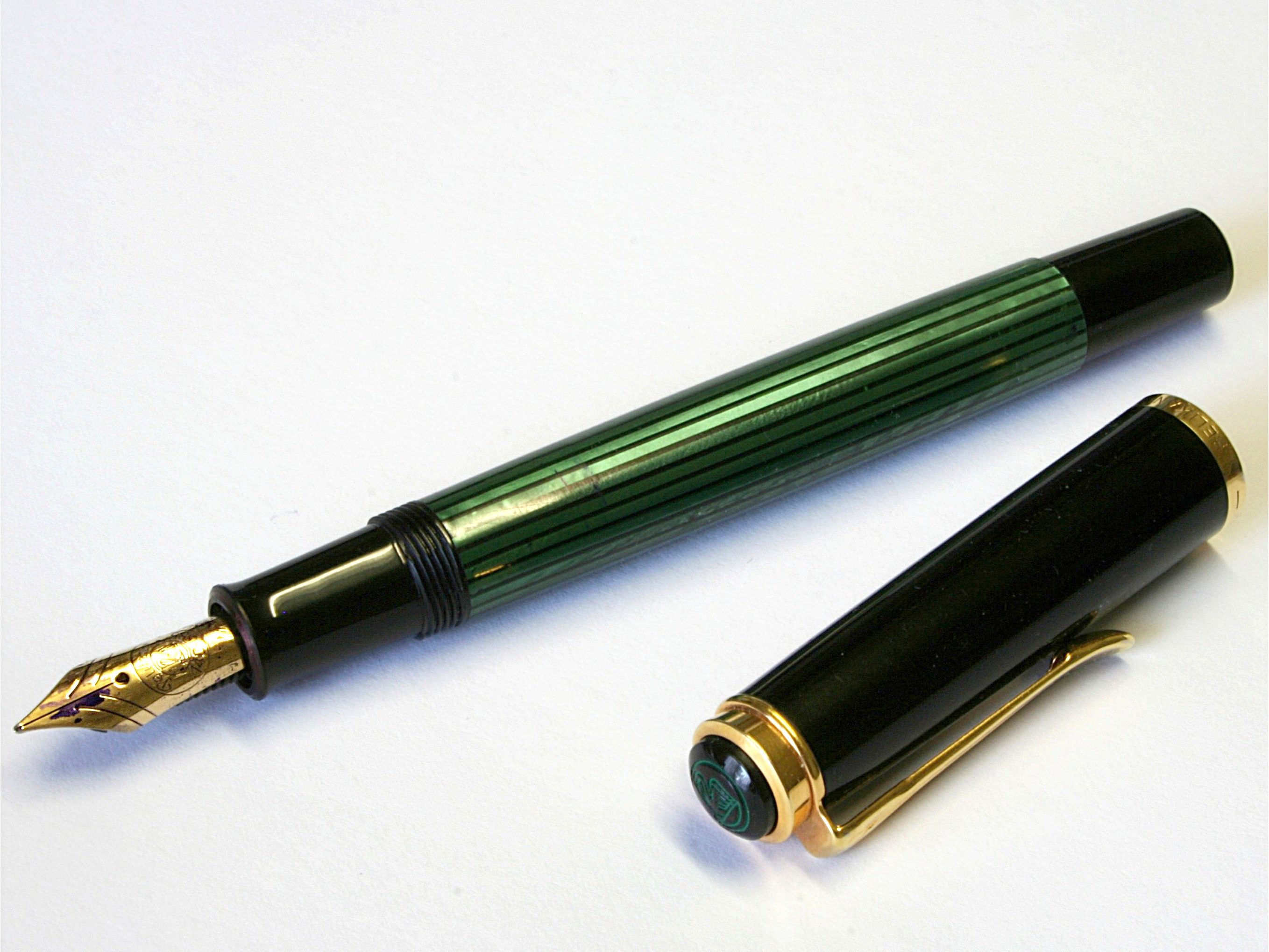
Un stylo-plume Pelikan Souverän.

#### LeSouverän
Les premiers stylos-plumes utilisaient un système de remplissage à piston manuel assez compliqué qui limitait la quantité d'encre aspirée. Un ingénieur hongrois, Theodor Kovacs, inventa un nouveau système de piston à engrenage différentiel et chambres de compensation dont il vendit les brevets à Günther Wagner. En 1929, Pelikan commença à commercialiser son premier stylo-plume peu de temps après l'acquisition de ce brevet.
Le premier modèle était le Souverän, que le public eut tôt fait de surnommer le Stresemann, du nom du Chancelier de la République de Weimar célèbre pour ses costumes rayés. Différents modèles suivirent, plutôt destinés à une clientèle aisée. La gamme se compléta à partir de 1955 par ses stylos à bille accordés aux stylos-plumes, puis des rollers. 
Depuis les années 1980, les usages ont changé : l'utilisation d'un stylo-plume devient plus rare et symbolise un statut ou un acte (signature de documents). Pelikan a malgré tout continué à produire des stylos-plumes comme instruments de prestige. La gamme proposée, utilisant toujours le même système de piston, est centrée autour du Souverän (à l'instar du Meisterstück de Montblanc). Le Souverän est décliné en plusieurs modèles de tailles différentes (le M1000, M800, M600, M400, M300, etc.) et de différentes couleurs. Certains modèles sont proposés en version transparente (les versions Demonstrator) laissant apparaître le fameux système de piston qui fait la particularité des stylos Pelikan. 
Comme les autres maisons d'instruments d'écriture de prestige, Pelikan propose régulièrement des éditions limitées de luxe, comme celle dédiée aux Sept Merveilles du monde. En 2012, pour la première fois, Pelikan organise une vente aux enchères internationale sur Internet de onze stylos-plumes uniques et un set de quatre.

#### LePelikano
En 1960. un stylo-plume pour écolier, le Pelikano, fut lancé et connut un grand succès.